# Критерій мінімальної дисперсії
Крите́рій мінімальної дисперсії. Розглянемо ситуацію, коли особа, що приймає рішення зацікавлена не стільки у максимізації функції корисності, стільки у стабільності рішень, їх якомога більшої незалежності від станів. Введемо позначення: {\displaystyle u(x,s)}  — функція рішень, визначена на {\displaystyle X\times S}, де {\displaystyle X} — множина альтернатив, {\displaystyle S} — множина станів, а {\displaystyle p(x,s)}  — ймовірнісна міра ситуації {\displaystyle {\mathcal {f}}x,s{\mathcal {g}}}.
{\displaystyle D(x)=\int _{s\in S}[u(x,s)-E(x)]^{2}p(x,s)ds\;\;\forall \;x\in X}, (1)
де {\displaystyle E(x)=\int _{s\in S}u(x,s)p(x,s)ds}.
У скінченно-вимірному випадку, якщо {\displaystyle \mathbf {U} =[u_{kj}]_{M\times N}}  — матриця рішень, а {\displaystyle \mathbf {P} =[p_{kj}]_{M\times N}}  — стохастична матриця то (1) записується так:
{\displaystyle D(x_{k})=\sum \limits _{j=1}^{N}[u_{kj}-E(x_{k})]^{2}p_{xj}\;\forall \;k={\overline {1,M}}}, (2)
де {\displaystyle E(x_{k})=\int _{s\in S}u(x,s)p(x,s)ds}
Множина оптимальних альтернатив за критерієм мінімальної дисперсії формується так:
{\displaystyle X_{MV}=\arg \min _{x\in X}D(x)}. (3)
{\displaystyle X_{MV}=\arg \min _{x_{k}\;k={\overline {1,M}}}D(x)}. (4)

## Приклад
{\displaystyle \mathbf {U} ={\begin{bmatrix}4&1&5&4\\6&7&8&3\\9&1&2&4\\\end{bmatrix}}}
{\displaystyle \mathbf {P} ={\begin{bmatrix}0.1&0.3&0.6&0\\0.2&0.5&0&0.3\\0.6&0.2&0.2&0\\\end{bmatrix}}}
{\displaystyle E(x_{1})=4\cdot 0.1+1\cdot 0.3+5\cdot 0.6+4\cdot 0=3.7}
{\displaystyle E(x_{2})=6\cdot 0.2+7\cdot 0.5+8\cdot 0+3\cdot 0.3=5.6}
{\displaystyle E(x_{3})=9\cdot 0.6+1\cdot 0.2+2\cdot 0.2+4\cdot 0=6}
{\displaystyle D(x_{1})=(4-3.7)^{2}\cdot 0.1+(1-3.7)^{2}\cdot 0.3+(5-3.7)^{2}\cdot 0.6+(4-3.7)^{2}\cdot 0=3.21}
{\displaystyle D(x_{2})=(6-6.5)^{2}\cdot 0.2+(7-6.5)^{2}\cdot 0.5+(8-6.5)^{2}\cdot 0+(3-6.5)^{2}\cdot 0.3=3.04}
{\displaystyle D(x_{3})=(9-6)^{2}\cdot 0.6+(1-6)^{2}\cdot 0.2+(2-6)^{2}\cdot 0.2+(4-6)^{2}\cdot 0=13.6}
{\displaystyle X_{MV}=\arg \;\min _{x_{k}\;k={\overline {1,M}}}D(x)=\arg \;\min _{x_{k}\;k={\overline {1,M}}}\{3.21,3.04,13.6\}=\{x_{2}\}}